# Ральф Бостон
Ральф Га́рольд Бо́стон (англ. Ralph Harold Boston; 9 травня 1939 — 30 квітня 2023) — американський легкоатлет, олімпійський чемпіон (1960), срібний (1964) та бронзовий (1968) призер літніх Олімпійських ігор зі стрибків у довжину.

## Життєпис
Народився у місті Лорел, округ Джонс, штат Міссісіпі. Навчався в Університеті штату Теннесі, де виступав у змаганнях зі стрибків у довжину, у висоту та потрійному стрибку.
На літніх Олімпійських іграх 1960 року в Римі (Італія) виборов золоту олімпійську медаль, встановивши олімпійський рекорд (8.12 м).
На літніх Олімпійських іграх 1964 року у Токіо (Японія) здобув срібну олімпійську медаль, поступившись британцеві Лінну Девісу.
На літніх Олімпійських іграх 1968 року у Мехіко (Мексика) здобув бронзову олімпійську медаль, пропустивши вперед співвітчизника Боба Бімона і німця Клауса Беєра.
Двічі, у 1963 та 1967 роках, перемагав у змаганнях зі стрибків у довжину на Панамериканських іграх. На Панамериканських іграх 1963 року також посів четверте місце у змаганнях зі стрибків у висоту. Того ж року очолив рейтинг-лист спортсменів США у потрійному стрибку. Протягом шести сезонів поспіль (1961—1966) перемагав у змаганнях зі стрибків у довжину AAU. 1960 року став чемпіоном відкритої першості NCAA, представляючи штат Теннесі.
У 1968 році закінчив спортивну кар'єру. Працював адміністратором в Університеті штату Теннесі.
Пішов з життя, маючи 83 роки.

## Виступи на Олімпіадах
| Олімпіада   | Дисципліна        | Місце        |
| ----------- | ----------------- | ------------ |
| 1960 Рим    | стрибки у довжину | (8.12 м, ОР) |
| 1964 Токіо  | стрибки у довжину | (8.03 м)     |
| 1968 Мехіко | стрибки у довжину | (8.16 м)     |